# Millac

Millac este o comună în departamentul Vienne, Franța. În 2009 avea o populație de 511 de locuitori.